# World Rugby Pacific Four Series 2023
World Rugby Pacific Four Series 2023 o, più informalmente, Pacific Four Series 2023, fu la 3ª edizione del torneo transcontinentale di rugby a 15 femminile organizzato da World Rugby tra le squadre nazionali di Australia, Canada, Nuova Zelanda e Stati Uniti.
Al contrario delle due precedenti edizioni, quella del 2023 non ebbe una sede fissa e si svolse in un arco di tre mesi; la partita d'apertura del torneo tra Canada e Stati Uniti si tenne in aprile allo stadio universitario di Madrid, mentre l'altra della stessa giornata tra Australia e Nuova Zelanda ebbeo luogo a fine giugno al Dolphin Stadium di Brisbane.
Le altre due giornate si svolsero in Canada, al Lansdowne Park di Ottawa, tra l'8 e il 14 luglio.
Il torneo serviva per designare le squadre nazionali da assegnare alla seconda e terza divisione del WXV 2023, la prima edizione della nuova competizione istituita da World Rugby per garantire a tutte le squadre un determinato numero di incontri minimi all'anno; le prime tre squadre classificate, infatti, si qualificarono per la divisione 1 del WXV, mentre invece la quarta classificata fu assegnata alla divisione 2.
La vittoria a punteggio pieno fu appannaggio della Nuova Zelanda, mentre al secondo posto si qualificò il Canada; la terza squadra a raggiungere la prima divisione del WXV 2023 fu l'Australia, mentre gli Stati Uniti furono ammessi alla seconda divisione del torneo.
Il valore delle marcature, come stabilito da World Rugby nel 2017, è: 5 punti per ciascuna meta (7 se trasformata), 7 punti per la meta tecnica, 3 punti per la realizzazione di ciascun calcio piazzato, idem per il drop.

## Squadre partecipanti
- Australia
- Canada
- Nuova Zelanda
- Stati Uniti

## Risultati

### 1ª giornata
| Arbitro: | Amber McLachlan |

|                                                                                           |      |                          |
| Tuttosi 9’ Poulin 23’, 36’ Bermudez 40’ Lachance 49’ Beukeboom 59’ E. Taylor 69’ Boag 76’ | mt   | 54’ Rogers 66’ Clapp     |
| de Goede 9’, 23’, 40’, 49’, 59’                                                           | tr   | 54’ Cantorna 66’ Hawkins |
|                                                                                           | c.p. | 39’ Cantorna             |

| Arbitro: | Aimee Barrett-Theron |

|  |    |                                                                                         |
|  | mt | 12’ Kalounivale 24’, 34’ Brunt 38’, 42’ Paul 55’ C. Bremner 75’ A. Bremner 80+1’ Hohaia |
|  | tr | 12’, 24’, 34’, 55’ Holmes 75’ Willison                                                  |

### 2ª giornata
| Arbitro: | Julianne Zussman |

|                                                                                            |      |                                     |
| Hamilton 15’ Karpani 21’, 35’ Talakai 39’ M. Stewart 47’, 58’, 77’ Wong 55’ Friedrichs 62’ | mt   | 31’ Ashenbrucker 50’, 72’ Detiveaux |
| C. Smith 15’, 35’, 47’, 55’ McKenzie 77’                                                   | tr   | 50’ Hawkins                         |
| C. Smith 40+2’                                                                             | c.p. |                                     |

| Arbitro: | Sara Cox |

|                                         |    |                                                                              |
| de Goede 33’ Forteza 38’ DeMerchant 53’ | mt | 2’ Connor 14’ Demant 19’, 57’ Paul 45’, 74’ du Plessis 62’ Holmes 79’ Teneti |
| de Goede 33’, 38’, 53’                  | tr | 2’, 14’, 19’, 45’, 62’, 74’ Holmes                                           |

### 3ª giornata
| Arbitro: | Julianne Zussman |

|                                                                                |      |                          |
| Gago 8’ Marino-Tauhinu 47’ Love 58’ Mikaele-Tu’u 67’ Demant 73’ du Plessis 80’ | mt   | 3’ Tafuna 24’ R. Johnson |
| Holmes 47’, 58’, 67’                                                           | tr   | 3’, 24’ Hawkins          |
| Holmes 50’                                                                     | c.p. | 40’ Hawkins              |

| Arbitro: | Sara Cox |

|                                                                       |    |              |
| de Goede 16’, 40’c Lachance 29’ Beukeboom 35’, 51’, 68’ Gallagher 45’ | mt | 22’ Marsters |
| de Goede 16’, 35’, 40’, 45’, 51’                                      | tr | 22’ Cramer   |

## Classifica
| Pos | Squadra       | G | V | N | P | PF  | PS  | DP   | BMP | Pt |
| --- | ------------- | - | - | - | - | --- | --- | ---- | --- | -- |
| 1   | Nuova Zelanda | 3 | 3 | 0 | 0 | 141 | 38  | +103 | 3   | 15 |
| 2   | Canada        | 3 | 2 | 0 | 1 | 116 | 76  | +40  | 2   | 10 |
| 3   | Australia     | 3 | 1 | 0 | 2 | 65  | 112 | −47  | 1   | 5  |
| 4   | Stati Uniti   | 3 | 0 | 0 | 3 | 51  | 147 | −96  | 0   | 0  |